# Antoine Liorel
Antoine Liorel, né le 20 mars 1989, à Mont-Saint-Aignan, en France, est un joueur français de basket-ball. Il évolue au poste de meneur. 